# John Trevor (1626-1672)
John Trevor (1626 - 28 mai 1672) est un homme politique gallois qui siège à la Chambre des communes à divers moments entre 1646 et 1672. 

## Biographie
Il est un fils de John Trevor (1596-1673) (en) de Trevalyn Hall, Denbighshire, et de Plas Teg dans le Flintshire. Son père est député sous Jacques Ier et Charles Ier, et siège également dans les parlements d'Oliver et de Richard Cromwell, et est membre du conseil d'État pendant le Commonwealth . 
En 1646, il est élu député de Flintshire lors du Long Parlement et siège jusqu'au Parlement de Barebone de 1653. Par la suite, il est réélu député de Flintshire en 1654 pour le premier parlement du protectorat, en 1656 pour le second parlement du protectorat et en 1659 pour le troisième parlement du protectorat. 
Après avoir occupé plusieurs fonctions publiques au sein du Commonwealth et du Protectorat, il est membre du conseil d'État nommé en février 1660 et sous Charles II, mais il se hisse à un poste élevé. Après avoir acheté le poste de Secrétaire d'État, il est anobli et entre en fonctions vers la fin de 1668, juste après avoir aidé à la conclusion d’un important traité entre l’Angleterre et la France. 
Trevor est mort avant son père d'un an, le 28 mai 1672.

## Famille
Il épouse Ruth Hampden, fille de John Hampden. L'un des oncles de Trevor est Sackville Trevor (décédé en 1633), officier de marine, qui est fait chevalier en 1604; et un autre, Thomas Trevor (1586-1656) (en), l'un des juges qui se prononce en faveur de la Couronne dans la célèbre affaire relative à la légalité de l'argent des navires, est ensuite mis en accusation et condamné à une amende. 